# 祁德昌
祁德昌（？—？），直隶永年县（今河北省邯郸市永年区）人，清朝官员。進士出身。
同治二年（1863年）癸亥恩科进士。同治四年（1865年）任江苏宝山县知县，同治六年（1867年）由陶守廉接任。光緒十四年，接替薛星輝。擔任江蘇荆溪縣知縣。后由劉誥接任。